# سرخس لبی پرمو
سرخس لبی پرمو (نام علمی: Myriopteris lanosa) نام یک گونه از زیرخانواده لبی‌سرخس‌واران است.